# Смородине (Тростянець)
Смородине, або Смородинський мікрорайон — місцевість у м. Тростянець Сумської області. Колишнє село, було приєднано до складу м. Тростянець 27 березня 1978 року.

## Географія
Смородине розташоване на південно-східній околиці Тростянця. На півночі та півдні оточений лісом, на сході примикає до автомобільної дороги Т 1913, поруч с. Люджа. На заході поряд прокладена залізниця, де знаходиться станція Рупине.
Смородине відокремлене від решти міста лісами та болотистою місцевістю. Через мікрорайон протікає р. Люджа, яка оточена заплавними луками.

## Інфраструктура
Забудова Смородинського мікрорайону повністю є садибною. У колишньому селі є клуб та шкільна філія.

### Вулиці та провулки
- Підлісна вулиця
- Смородянська вулиця
- Зелена вулиця
- Лугова вулиця
- Польова вулиця
- Зелений провулок
- Луговий провулок